# Omar González
Omar Alejandro González (* 11. Oktober 1988 in Dallas, Texas) ist ein US-amerikanischer Fußballspieler auf der Position eines Abwehrspielers. Er steht bei New England Revolution in der Major League Soccer unter Vertrag.
Der 1,96 m große Abwehrrecke, der auch im Besitz der mexikanischen Staatsangehörigkeit ist, gab am 11. August 2010 sein A-Nationalmannschaftsdebüt für die USA.

## Karriere

### Karrierebeginn bei den Dallas Texans und College-Karriere
Der Sohn mexikanischer Eltern wurde im Jahre 1988 in der drittgrößten Stadt des Bundesstaates Texas als eines von insgesamt vier Kindern geboren. Von seinen Geschwistern spielte eine Schwester, Luisanna, im Damenvolleyballteam an der Louisiana Tech University. Seine aktive Karriere als Fußballspieler begann González bereits in jungen Jahren, als er sich den Dallas Texans, einem der erfolgreichsten Jugendfußballvereinen der USA, anschloss. Parallel zu seiner Zeit bei den Dallas Texans, bei denen er unter anderem im Jahre 2005 von der United States Youth Soccer Association (USYSA) in seiner Altersklasse als All-American ausgezeichnet wurde, war er auch an der Dallas Skyline High School und in deren Fußballteam integriert. Zuvor besuchte er allerdings bereits die Sidney Lanier Elementary School sowie die W. E. Greiner Middle School in Dallas. Vor allem seiner Mutter Maria hat es Omar González zu verdanken, den späteren Weg in den Profifußball und in die verschiedenen US-amerikanischen Jugendauswahlen geschafft zu haben. Dabei zeigte ihr Sohn bei einem Aufenthalt in Florida von seinem fußballerischen Können und wurde noch am selben Abend von US-amerikanischen Scouts ins U.S. Soccer’s U17 Residency-Programm geholt, in dem junge US-amerikanische Spieler gefördert werden sollen. Nach der Aufnahme ins Programm zog González an die Bradenton Academy nach Bradenton, Florida. Seine schulische Laufbahn setzte er dort an der St. Stephen’s Episcopal School fort, die eine Kooperation mit IMG unterhält.
Im Jahre 2006 folgte schließlich González' Aufnahme an der University of Maryland in College Park, obwohl er auch von anderen Universitäten, wie der St. John’s University (New York), der Southern Methodist University, der University of Virginia, der Clemson University, der Santa Clara University und der Michigan State University ein Stipendium erhalten hätte, sich jedoch für den Standort in Maryland entschied. In Maryland besuchte er das College of Letters and Sciences und war zudem von 2006 bis 2008 im Collegefußballteam, den Maryland Terrapins, als Abwehrspieler aktiv. In seinem Freshman-Jahr kam González in 22 Spielen zum Einsatz, von denen er bei jedem einzelnen von Beginn an am Rasen stand, erzielte dabei einen Treffer und gab drei Torvorlagen. Dort spielte er unter anderem an der Seite von Maurice Edu, Graham Zusi, A. J. DeLaGarza, Rodney Wallace, Jeremy Hall, Stephen King oder Chris Seitz und kam am Ende seiner ersten Spielzeit zusammen mit seinem Teamkollegen Jeremy Hall und ins ACC All-Freshman Team und in eine weitere Regional- bzw. Landesauswahl. In seinem Sophomore-Jahr startete González abermals in allen seiner 21 Meisterschaftspartien und wurde zudem bei einem Tor und einem Assist zum ACC Defensive Player des Jahres 2007 gewählt. Außerdem schaffte es González zusammen mit Stephen King am Ende des Jahres ins NSCAA/adidas All-American Third Team.
In seinem Abschlussjahr 2008 folgte für den US-amerikanisch-mexikanischen Doppelstaatsbürger aufgrund seiner herausragenden Leistung die Wahl ins NSCAA/adidas All-American First Team sowie die Wahl ins All-ACC First Team. Zuvor gewann er mit der Mannschaft bereits die NCAA Men’s Division I Soccer Championship 2008, die Meisterschaft im Herrenfußball der National Collegiate Athletic Association (NCAA), nachdem man im Finalspiel gegen die North Carolina Tar Heels von der University of North Carolina at Chapel Hill im Pizza Hut Park mit 1:0 besiegte. Davor hatte man in den 25 Meisterschaftspartien eine Serie von 22 Siegen und nur drei Niederlagen. Aufgrund seiner herausragenden Leistung im Finale und über das gesamte Turnier hinweg wurde González noch am gleichen Abend als bester Defensivakteur des gesamten Turniers ausgezeichnet. Des Weiteren war er in diesem Jahr auch ein Semifinalist bei der Hermann Trophy, die alljährlich an den besten Collegefußballspieler bzw. die beste Collegefußballspielerin vergeben wird. Über das gesamte Spieljahr 2008 kam er in seinem Junior-Jahr in 26 Meisterschaftsspielen zum Einsatz, in denen er fünf Treffer erzielte und eine Torvorlage gab.

### Als 3. Pick zu LA Galaxy
Nach seiner College-Ausbildung kam Omar González in den MLS SuperDraft 2009, wo er als 3. Pick in der ersten Runde zum MLS-Franchische LA Galaxy gedraftet wurde. Nur etwas mehr als zwei Monate nach der Aufnahme ins Team gab der großgewachsene Abwehrspieler sein MLS- und gleichzeitig Profidebüt, als er am 22. März 2009 beim 2:2-Heimremis gegen D.C. United von Beginn an und über die volle Spieldauer zum Einsatz kam. Seinen ersten Profitreffer erzielte er kurz darauf am 4. April 2009, als er nach einem ausgeführten Eckstoß von Landon Donovan per Kopf ins gegnerische Tor traf. Das Spiel gegen die Colorado Rapids ging dennoch knapp mit 2:3 verloren. Mit der Mannschaft erreichte er in der Endtabelle der Regular Season in der Western Conference den ersten Platz und schaffte es zudem mit der Mannschaft in den MLS Cup des Jahres 2009, wo man Real Salt Lake nach einem 1:1 in der regulären Spielzeit und der Verlängerung erst im Elfmeterschießen mit knapp 4:5 unterlag.
In der abgelaufenen Spielzeit war er der einzige Galaxy-Spieler, der in allen 30 Ligapartien zum Einsatz gekommen ist. Dabei war er in den ersten 29 Spielen über die volle Spieldauer im Einsatz und musste erst im Finalspiel nach einer Stunde auf dem Feld verletzungsbedingt vom Platz gehen. Außerdem stellte González mehrere vereinsinterne Rekorde auf, so ist er z. B. der Rookie mit den meisten von Beginn an absolvierten Meisterschaftspartien sowie der Rookie mit den meisten absolvierten Spielminuten. Des Weiteren ist er einer von zwei Galaxy-Rookie-Spielern mit den meisten absolvierten Meisterschaftspartien in einer Saison. Insgesamt erhielt die Mannschaft in dieser Saison 31 Gegentreffer, nur halb so viel wie im Vorjahr, was ebenso auf das herausragende Talent des jungen Abwehrspielers schließen lässt.
Nachdem er im Jahre 2009 noch ein Basisgehalt von 65.000 $ hatte und ihm eine garantierte Ablösesumme von 142.000 $ zustand, verbesserte sich sein Basisgehalt im Folgejahr bereits auf 80.000 $ und die garantierte Summe auf 157.000 $. Im Spieljahr 2010 kam González bis dato (Stand: 12. August 2010) in 18 Meisterschaftspartien zum Einsatz, erzielte dabei einen Treffer und rangiert aktuell mit der Mannschaft auf Rang 1 der Western Conference. Mitte Juli 2010 wurde der Abwehrrecke in den Kader berufen, der am MLS All-Star Game des Jahres 2010 teilnehmen sollte. Beim Spiel am 28. Juli 2010 wurde González in der kompletten zweiten Halbzeit eingesetzt; die Partie gegen Manchester United endete in einer 2:5-Niederlage der Nordamerikaner.
Am 5. Januar 2012 gab der 1. FC Nürnberg die Verpflichtung von González auf Leihbasis bekannt. González sollte ursprünglich am 15. Februar nach Los Angeles zurückkehren. Einen Tag nach seiner Verpflichtung zog er sich bei seinem ersten Training einen Kreuzbandriss zu und reiste anschließend für eine Operation und die Reha wieder nach Los Angeles zurück.

### International
Seine ersten internationalen Erfahrungen sammelte González im Jahre 2005, als er erstmals in die US-amerikanische U-17-Auswahl berufen wurde, mit der er noch im gleichen Jahr an der U-17-Weltmeisterschaft in Peru teilnahm. Dort kam die von John Hackworth trainierte Mannschaft bis ins Viertelfinale und schied dort gegen die Alterskollegen aus den Niederlanden mit 0:2 vom laufenden Wettbewerb aus. Bald darauf kam der US-amerikanisch-mexikanische Doppelstaatsbürger in die U-20-Auswahl seines Heimatlandes und bestritt mit dieser unter anderem die Panamerikanischen Spiele 2007 in Brasilien, wo er unter anderem bei einer 2:4-Niederlage gegen die U-20-Nationalmannschaft Boliviens zwei Treffer erzielte.
Nachdem González am 22. Dezember 2009 vom US-amerikanischen A-Nationaltrainer Bob Bradley erstmals in die A-Nationalmannschaft der USA geholt wurde, bestritt er von dieser Zeit an einige Trainingseinheiten mit dem Nationalteam, blieb aber vorerst ohne Einsatz. Sein Debüt für die A-Nationalmannschaft gab González schließlich am 11. August 2010, als er bei der 0:2-Niederlage gegen Brasilien vor einer Kulisse von über 77.000 Zuschauern im New Meadowlands Stadium zum Einsatz kam. Er spielte über die volle Spieldauer durch.

## Erfolge

### Individuelle Erfolge
- USYSA All-American: 2005 (als Spieler der Dallas Texans)
- ACC Defensive Player of the Year: 2007 (als Spieler der Maryland Terrapins)
- NSCAA/adidas All-American First Team: 2008 (als Spieler der Maryland Terrapins)
- All-ACC First Team: 2008 (als Spieler der Maryland Terrapins)
- MLS Rookie of the Year: 2009 (als Spieler von Los Angeles Galaxy)

### Maryland Terrapins
- Sieger der NCAA Men’s Division I Soccer Championship: 2008

### Los Angeles Galaxy
- Erster in Western Conference (Regular Season): 2009
- MLS-Cup-Finalist: 2009

## Zitate
„Omar had a great season last year which was reflected by him being named ACC Defensive Player of the Year. He is a tremendous athlete and has improved each season, which we expect to continue. I believe he will be the best center back in the country by season's end.“

„Omar hatte im vergangenen Jahr (Anm.: 2007) eine großartige Saison, was seine Wahl zum „ACC Defensive Player of the Year“ widerspiegelte. Er ist ein unbeschreiblicher Sportler und hat in jeder Saison gezeigt, dass er sich weiterentwickeln kann. Ich bin mir sicher, dass er zum Saisonende der beste Innenverteidiger des Landes sein wird.“